# De Peso
De Peso es un periódico que inició su circulación en la Península de Yucatán en el año 2004, editado por Novedades de Mérida, a cargo de Luis Boffil Gómez como director editorial.
El lema que se utilizó para comercializarlo al principio fue: De Peso, que solo cuesta un peso. Debido a la buena acogida por parte de los habitantes yucatecos, dicho diario fue aumentando gradualmente su costo hasta llegar al precio vigente, y se puede adquirir en cualquier puesto de revistas por 4 pesos.

## Críticas
Destaca por su contenido amarillista y su estilo de escritura en lenguaje coloquial. Es frecuente encontrar información manipulada o simplemente no confirmada, por lo que su veracidad es puesta en duda por muchas personas.
Es común ver imágenes de las noticias que publican, siendo éstas en su mayoría del género policíaco con exagerada violencia y amarillismo.
El periódico es leído mayormente por gente de escasos recursos debido a su bajo precio; y es visto por muchas personas como un medio que fomenta un tipo de periodismo basada en la falta de cultura y educación en un sentido lingüístico y gramático, esto sin contar que se fomenta en forma leve el pseudoperiodismo y el sensacionalismo.
Otra crítica constructiva sobre el periódico es la forma redaccional de las noticias, que en dicho periódico varía según el lugar en él se publica. Por ejemplo, en la versión publicada en Yucatán es posible ver las noticias redactadas de forma más elocuente y sin tantas palabras o frases coloquiales; mientras que la versión que se publica en Quintana Roo la redacción es un poco más vulgar y a veces con falto de ortografía, comprensión y elocuencia, puesto que no todas las personas alcanzan a entender las palabras o frases vulgares que esta versión quintanarroense del periódico publica en las redacciones, provocando en algunos lectores una falta de entendimiento sobre lo que el periódico nos dice con cada noticia o nota.